# Ralph George Hawtrey

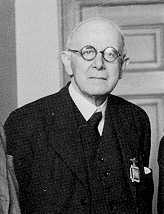
Ralph George Hawtrey

Ralph George Hawtrey (22 de noviembre de 1879 - 21 de marzo de 1975) fue un matemático - economista  británico, y  
amigo de John Maynard Keynes. Hawtrey fue miembro de los Apóstoles de Cambridge, la sociedad secreta intelectual de la Universidad de Cambridge, integrado por Marshall, Pigou, Keynes, etc. Adoptó un enfoque monetario ante las fluctuaciones económicas de la industria y el comercio, abogando por cambios en la oferta monetaria mediante el ajuste del tipo de interés bancario, anticipando la obra posterior de Keynes. En la década de 1920, promovió lo que posteriormente se denominó la Perspectiva del Tesoro en materias financieras. Sus obras todavía son consideradas de interés técnico.
En la opinión de Hawtrey la Gran Depresión fue principalmente resultado de la ruptura del patrón oro internacional. Hawtrey mismo había jugado un papel clave en la Conferencia de Génova de 1922, que trató de desarrollar mecanismos para un retorno estable a esa norma.

## Biografía
Hawtrey nació en Slough, cerca de Londres, hijo único y último de los hijos de George Procter Hawtrey (1847/50-1910) y su primera esposa, Eda (fallecida en 1892), hija de William Strahan. Su padre, maestro de escuela, dejó la profesión para dedicarse a la interpretación, donde no tuvo mucho éxito; la pobreza familiar llevó a Ralph Hawtrey a buscar un empleo estable en la Administración Pública. Un primo suyo fue el economista Alfred Marshal.
Estudió en  Eton y la Universidad de Cambridge, donde se graduó -1901 - en matemáticas con honores de primera clase. Ingresó en el Almirantazgo en 1903 y luego, de 1904 a 1945, trabajó en la Tesorería de Su Majestad, siendo nombrado (1919) director del Departamento de Investigaciones Financieras de esa entidad, cargo que mantuvo hasta su retiro, en 1945. Su trayectoria solo fue destacable porque, tras ingresar en la Tesorería, se interesó por la economía y se convirtió en economista autodidacta. Sin embargo, mantuvo estrechos contactos con los economistas de Cambridge. Fuera de la economía, colaboró tanto con los Apóstoles como con el Círculo de Bloomsbury, mientras que, en el ámbito económico, fue visitante del Club de Economía Política de Keynes en Cambridge, y Moneda y Crédito (1919) se convirtió en una obra de referencia en Cambridge en la década de 1920. 
Impartió docencia en la Universidad de Harvard como profesor visitante de 1928 a 1929 con una excedencia del Tesoro del Reino Unido. Tras su jubilación oficial en 1945, fue elegido Profesor Price de Economía Internacional en el Real Instituto de Asuntos Internacionales (Londres), cargo que ocupó de 1947 a 1952.  
Hawtrey fue nombrado Sir (caballero) en 1956.

## Contribuciones
Hawtrey contribuyó a varios avances significativos en el análisis económico, incluyendo una forma original del enfoque de la balanza de caja para la teoría cuantitativa del dinero , al que incorporó un enfoque de la renta, anticipando un tratamiento de John Maynard Keynes. También formuló, ya en 1931, el concepto de multiplicador, al que Keynes le otorgó un papel central. De hecho, Hawtrey desempeñó un papel significativo en el desarrollo del pensamiento de Keynes en los años comprendidos entre su Tratado y su Teoría General.
Sus principales contribuciones se relacionaron con la teoría cuantitativa y el ciclo económico.  Fue uno de los primeros economistas ingleses en enfatizar la primacía del dinero de crédito sobre el dinero de curso legal. Además, su enfoque basado en la renta condujo a una mayor integración de las teorías del dinero y la producción. Para Hawtrey, la renta monetaria determina el gasto, el gasto determina la demanda y la demanda determina los precios. Hawtrey resumió sus objetivos en teoría monetaria en el prefacio de Moneda y Crédito.
El tratamiento científico del tema monetario es imposible sin alguna forma de teoría cuantitativa… pero la teoría cuantitativa por sí sola es inadecuada, y conduce al método de tratamiento basado en lo que he llamado los ingresos y los gastos de los consumidores; es decir, simplemente los agregados de ingresos y gastos individuales. (1919, p. v)
Los gastos de los consumidores incluyen la inversión (resultado del ahorro), ya que la inversión se destina a capital fijo. La diferencia entre los gastos son los saldos y los ingresos de los consumidores, que, por lo tanto, consisten únicamente en los saldos de efectivo acumulados (incluido el dinero en cuentas bancarias). Además, existe una demanda similar de saldos monetarios por parte de los comerciantes en relación con su facturación. Tanto los saldos de los consumidores como los de los comerciantes pueden estar en manos de agentes individuales. Hawtrey señala que los verdaderos ingresos de los comerciantes son las ganancias del negocio, y que estos ingresos de los consumidores los incluyen.
El margen no gastado, o saldos monetarios totales, se compone de los saldos de consumidores y comerciantes en conjunto. A partir de esto, deriva una forma de teoría cuantitativa . Hawtrey argumenta que los saldos de los comerciantes son relativamente estables y, por lo tanto, la oferta monetaria (en sentido amplio, incluyendo el crédito) y los ingresos y gastos de los consumidores se relacionan con las relaciones operativas. En comparación con el enfoque de Cambridge basado en la renta, este pone mayor énfasis en la demanda de saldos nominales que en los reales. Keynes utilizó un enfoque de saldos similar a la teoría cuantitativa después de 1925, que condujo al Tratado sobre el Dinero (1930), en el que distingue primero entre inversión y depósitos en efectivo y, posteriormente, entre ingresos, depósitos empresariales y depósitos de ahorro.
Hawtrey analizó la demanda de dinero en términos de motivos. Identificó una demanda transaccional, una demanda precautoria y una demanda residual que refleja una acumulación gradual de saldos de ahorro. Considera que los agentes ahorran gradualmente, pero solo invierten grandes cantidades periódicamente. Mientras tanto, estas reservas actúan como reservas de reserva. El interés no percibido es el principal costo de mantener saldos monetarios, por lo que señala un proceso de equilibrio entre costos y ventajas para determinar los saldos deseados. La introducción de un sistema bancario en el modelo permite a los agentes sustituir la capacidad de endeudamiento por saldos monetarios (Hawtrey, 1919, pp. 36-7).
Hawtrey también introduce el concepto de demanda efectiva.
La demanda efectiva total de mercancías en el mercado está limitada a la cantidad de unidades monetarias de cuenta que los comerciantes están dispuestos a ofrecer, y la cantidad que están dispuestos a ofrecer durante un período de tiempo está limitada según la cantidad que esperan recibir. (1919, pág. 3)
Hawtrey señala un defecto en la teoría de una oferta elástica de trabajo basada en las utilidades marginales del producto y el esfuerzo, en Trade and Credit (1928). Si bien una diferencia entre la utilidad marginal del producto y la desutilidad del esfuerzo puede generar una oferta adicional de trabajo «en el caso simple de un trabajador por cuenta propia» (1928, p. 148), Hawtrey argumenta que este no es el caso general, ya que: «la decisión sobre la producción a realizar está en manos de un número limitado de empleadores, y los trabajadores de la industria son empleados pasivamente por ellos durante las horas habituales a los salarios vigentes» (1928, p. 149). En este caso, las decisiones sobre la producción no se basan en los ingresos brutos, sino en el margen de beneficio neto.

## Publicaciones principales
- Good and Bad Trade, 1913.
- Currency and Credit, 1919.
- Monetary Reconstruction, 1922.
- "The Trade Cycle", 1926.
- Trade and Credit, 1928.
- "The monetary theory of the trade cycle", EJ, 1929.
- Trade Depression and the Way Out, 1931
- The Art of Central Banking, 1932.
- The Gold Standard in Theory and Practice, 1933.
- Capital and Employment, 1937.
- A Century of the Bank Rate, 1938.
- "The Trade Cycle and Capital Intensity", EJ, 1940.
- Economic Destiny, 1944.
- "Keynes and Supply Functions", 1956.
- The Pound at Home and Abroad, 1961.